# 博徒外人部隊
『博徒外人部隊』（ばくとがいじんぶたい）は、1971年に公開された日本映画。配給は東映。監督は深作欣二。脚本は神波史男、松田寛夫および深作欣二。主演は鶴田浩二。
『博徒シリーズ』第9作目。

## スタッフ
- 監督・脚本：深作欣二
- 脚本：松田寛夫、神波史男
- 企画：俊藤浩滋、吉田達
- 撮影：仲沢半次郎、出先哲也
- 録音：内田陽造
- 照明：梅谷茂
- 美術：北川弘
- 音楽：山下毅雄
- 編集：田中修
- 助監督：寺西国光
- 擬闘：日尾孝司
- 進行主任：伊藤源郎
- 装置：石井正男
- 装飾：武井正二
- 記録：宮本衣子
- 現像：東映化学
- 協力：琉球映画貿易、丸屋厨房不動産部、平和会館、琉球ホール、オリオンビール、浦添市ホテル和豪、沖縄山一物産

## 出演
- 郡司益夫：鶴田浩二
- 与那原：若山富三郎
- 関進：渡瀬恒彦
- 比嘉照美：工藤明子
- 次郎：今井健二
- イッパツ：曽根晴美
- オッサン：由利徹
- 大場栄作：内田朝雄
- 鮫島：室田日出男
- 具志堅：諸角啓二郎
- 次郎の舎弟：北川恵一
- 波照間の子分：長谷川弘
- 医者：沢彰謙
- 日下部：高品格
- 大東会組員：日尾孝司
- 港北会会長：河合絃司
- 次郎の舎弟：三浦忍
- 関の女：小林千枝
- 大東会組員：花田達、久保一
- 具志堅の子分：植田灯孝
- 与那原の子分：吉野浦朝治、中曽根一
- カーター：オスマン・ユセフ
- モリソン：レイ・ボスマン
- 殺し屋：ウイリー・ドーシー、カールトン・スミルニー、ルーズベルト・サリン、オベラ・エドワーズ
- 波照間：山本麟一
- 貝津敏：中丸忠雄
- 尾崎：小池朝雄
- 工藤登：安藤昇